# Guy Vanderhaeghe
 Guy Vanderhaege  est un auteur canadien de romans et de nouvelles, né le 5 avril 1951.